# Галіфакс (Вірджинія)
Галіфакс (англ. Halifax) — місто (англ. town) в США, в окрузі Галіфакс штату Вірджинія. Населення — 1118 осіб (2020). Окружний центр округу Галіфакс.

## Географія
Галіфакс розташований за координатами 36°45′40″ пн. ш. 78°55′39″ зх. д. / 36.76111° пн. ш. 78.92750° зх. д. (36.761201, -78.927599).  За даними Бюро перепису населення США в 2010 році місто мало площу 9,91 км², з яких 9,79 км² — суходіл та 0,12 км² — водойми.

## Клімат
Клімат на цій території характеризується гарячим, вологим літом та загалом лагідною, іноді холодною зимою. Згідно із системою класифікації кліматів Кеппена, Галіфакс має вологий субтропічний клімат (скорочено — «Cfa») на кліматичних мапах.

## Демографія
Згідно з переписом 2010 року, у місті мешкало 1309 осіб у 524 домогосподарствах у складі 331 родини. Густота населення становила 132 особи/км².  Було 605 помешкань (61/км²).
Расовий склад населення:
| - 62,0 % — білих - 35,8 % — чорних або афроамериканців - 0,6 % — азіатів - 0,4 % — корінних американців |

До двох чи більше рас належало 1,0 %. Частка іспаномовних становила 1,0 % від усіх жителів.
За віковим діапазоном населення розподілялося таким чином: 14,4 % — особи молодші 18 років, 63,6 % — особи у віці 18—64 років, 22,0 % — особи у віці 65 років та старші. Медіана віку мешканця становила 47,2 року. На 100 осіб жіночої статі у місті припадало 101,1 чоловіків;  на 100 жінок у віці від 18 років та старших — 104,0 чоловіків також старших 18 років.
Середній дохід на одне домашнє господарство  становив 65 366 доларів США (медіана — 50 774), а середній дохід на одну сім'ю — 86 856 доларів (медіана — 69 167). Медіана доходів становила 41 705 доларів для чоловіків та 30 938 доларів для жінок. За межею бідності перебувало 15,7 % осіб, у тому числі 27,4 % дітей у віці до 18 років та 5,5 % осіб у віці 65 років та старших.
Цивільне працевлаштоване населення становило 534 особи. Основні галузі зайнятості: освіта, охорона здоров'я та соціальна допомога — 31,1 %, виробництво — 17,8 %, роздрібна торгівля — 15,0 %.

## Історія
Карлбрук, окружний будинок суду в Галіфаксі, історичний район Маунтін-Роуд, Плезент-Гроув, та історичний район Таун-оф-Галіфакс-Корт-Гауз занесені до списку Національного реєстру історичних місць.

## Визначні особи
- Ерл Феррелл — гравець Національної футбольної ліги
- Френсіс Вебб Бампесс — видавець газети
- Джефф Бертон — водій NASCAR
- Ворд Бертон — водій NASCAR
- Джеб Бертон — водій NASCAR
- Вів'єн Пінн — лікар та науковець